# 小行星7870
小行星7870是一颗围绕太阳公转的小行星。1987年10月25日，波爾·延森在霍尔拜克发现了此天体。
这颗小行星的绝对星等为156.2656760892565等。